# Rouble soviétique
Le rouble soviétique, en russe : рубль СССР, est l'ancienne unité monétaire de l'Union des républiques socialistes soviétiques (URSS) de 1922 à 1991, année à partir de laquelle il est graduellement remplacé par le rouble russe en Russie et par les monnaies nationales des pays issus de l'éclatement de l'URSS. Dans certains de ces pays, le rouble soviétique continua encore à circuler un certain temps après la dissolution officielle de l'URSS le 26 décembre 1991. Le rouble était divisé en 100 kopecks. Le code ISO fut, de 1961 à 1991, SUR.

## Historique
Pour un article plus général, voir Rouble.

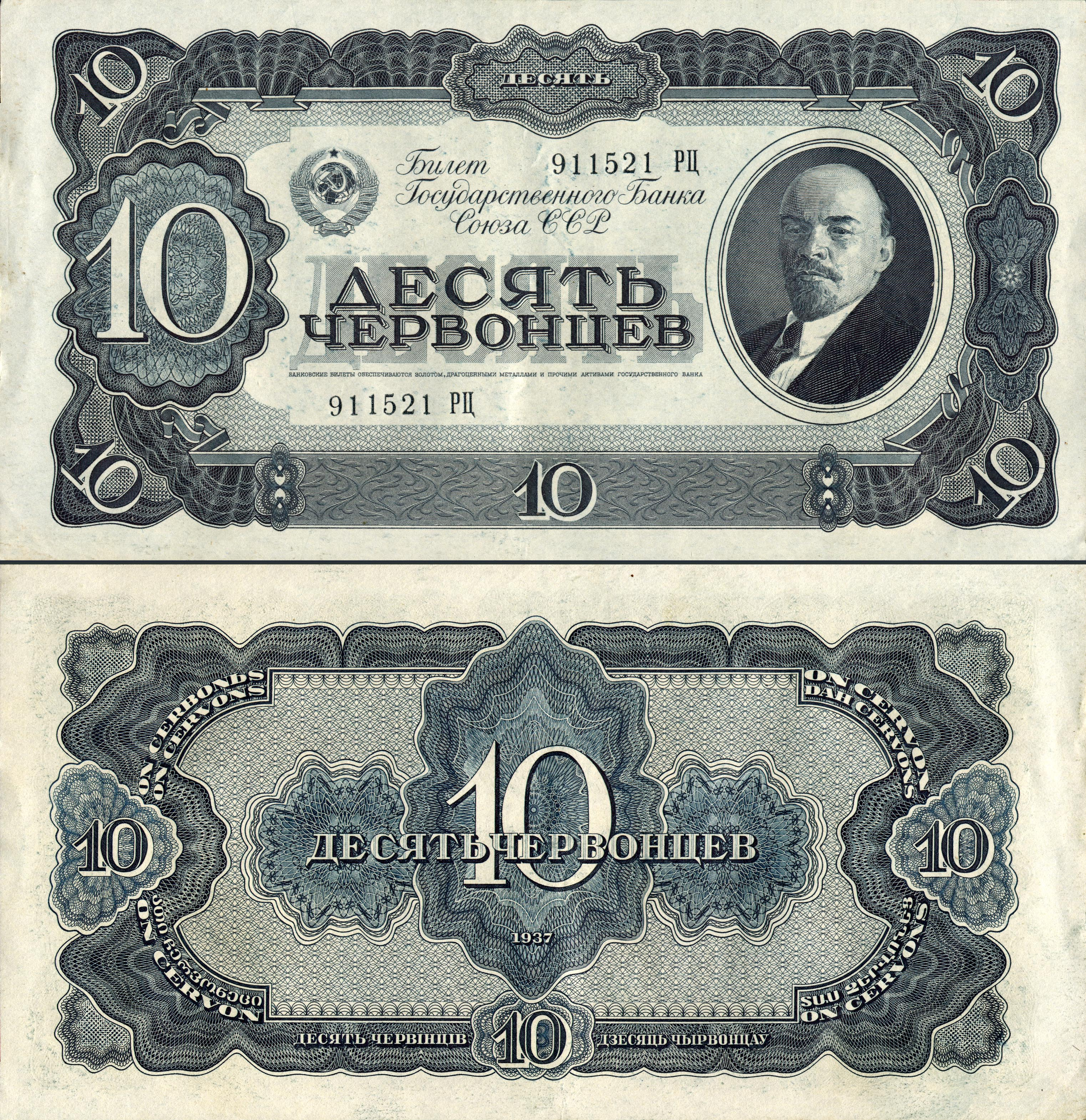
10 tchervonets à l'effigie de Lénine, 1937 (recto et verso).

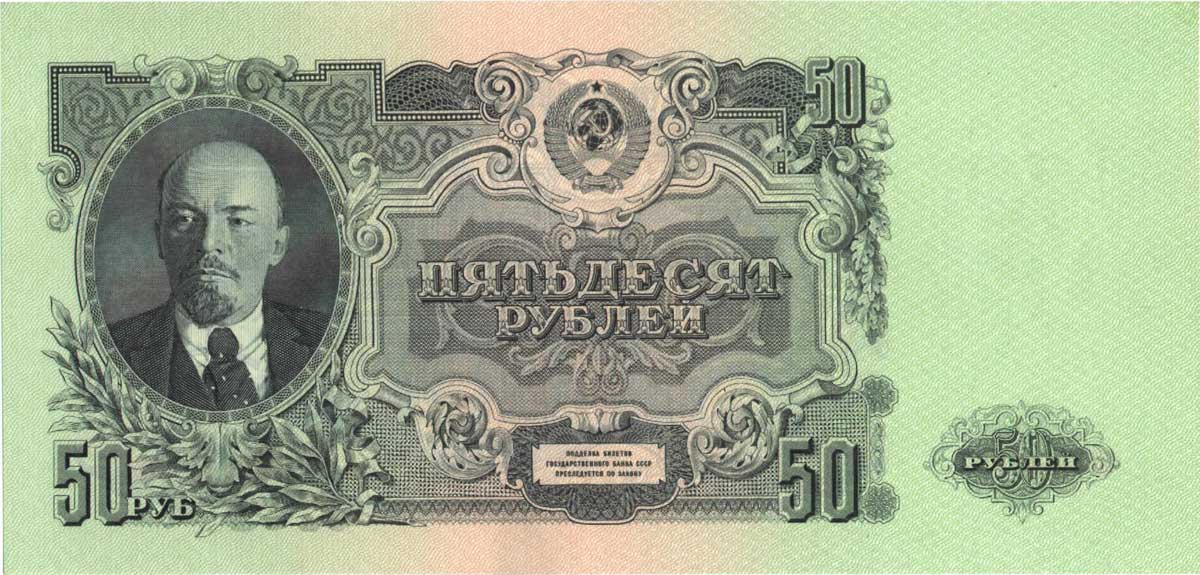
50 roubles à l'effigie de Lénine, 1947.

Du fait de la Première Guerre mondiale, le rouble impérial russe-papier, devenu inconvertible depuis juillet 1914, connaît trois dévaluations successives, tandis que le rouble-or (les pièces d'or et d'argent), est thésaurisé et disparaît de la circulation.
Après la révolution d'Octobre, le pouvoir en Russie passe aux mains des bolcheviks. L'idéologie communiste prône la suppression de l'« argent » au terme de la construction de la société sans classe sociale. En 1919, la RSFS de Russie introduit les « unités (du trésor) soviétiques » (совзнаки, du советские казначейские знаки, les sovznaks) qui remplissent le rôle de l'argent jusqu'à l'arrêt de leur émission le 4 mars 1924.
La première série de roubles soviétiques, en tant que monnaie à part entière, fut introduite le 1er janvier 1922 sous les Soviets à un taux de 1 « nouveau » rouble contre 10 000 sovznaks. Seuls des billets de banque de cette première série ont été émis.
Cette première série resta en circulation jusqu'au 31 décembre 1922. Elle fut remplacée par une deuxième série, à 1 taux de 100 sur 1 au 1er janvier 1923. À nouveau, seuls des billets de banque furent émis, de 10 kopecks à 25 000 roubles. C'est dans cette série de début 1924, que les premiers billets de banque furent émis au nom de l'URSS comportant l'emblème de l'État avec 6 bandes autour du blé, avec les inscriptions dans les quatre langues des républiques constitutives de l'Union : RSFS de Russie, RSFS de Transcaucasie (RSS d'Azerbaïdjan, RSS d'Arménie et RSS de Géorgie), RSS d'Ukraine et RSS de Biélorussie. Les billets étaient de 10 000 roubles, de 15 000 roubles et de 25 000 roubles.
Dès le 7 mars 1924, une nouvelle réforme eut lieu en pleine période de la Nouvelle politique économique (NEP), avec la mise en circulation d'une troisième série de roubles dont un « rouble or » d'une valeur de 50 000 roubles de 1923. Cette réforme a également vu l'introduction des tchervonets (червонец), d'une valeur de 10 roubles. Les premières pièces en rouble soviétique ont commencé à être frappées à partir de 1921, les billets de banque étant émis pour des valeurs supérieures à 10 roubles et en tchervonets.
L'unité monétaire de l'URSS devint non convertible dès 1932 (lorsque le commerce en tchervonets convertibles en or fut suspendu), et ce jusqu'en septembre 1992 (même si la transition est entamée avec les premières enchères de devises en 1989). Il était impossible, pour les citoyens et les entreprises d'État, d'acheter ou de vendre librement des devises étrangères bien que le taux de change soit fixé à un niveau artificiellement élevé et publié régulièrement.
Une réévaluation du rouble eut lieu juste après la Seconde Guerre mondiale, en 1947, avec un taux de 1 « nouveau » rouble pour 10 « anciens » roubles.
La dénomination de 1961 était une répétition de la réforme de 1947, avec la même application des limites de change des anciens roubles-papier en nouveaux. Le rouble soviétique de 1961 équivalait formellement à 0,987412 grammes d'or, mais la possibilité de l'échange contre de l'or ne fut jamais autorisée dans les faits. Le rouble n'a jamais été lié à l'étalon or, puisque les Soviets n'ont jamais souscrit aux accords monétaires internationaux de 1933 et de 1944. Son taux de change nominal fut fixé au début des années 1960 aux alentours de 0,62 dollars (soit environ 2,50 francs français) pour un rouble.
Dès la fin de 1989, à la suite de la libéralisation des prix dans un contexte de pénurie de biens et de services, l'URSS connaît une période d'hyperinflation allant jusqu'à plus de 2 000 % par an, entrainant une perte de valeur du rouble équivalente en quelques années.
Après la dissolution de l'Union soviétique en 1991, le rouble demeure la devise de la fédération de Russie et de la Biélorussie. En Russie, le rouble soviétique est resté en circulation sur le marché parallèle, face au nouveau rouble russe jusqu'au 7 août 1993, la date de son retrait définitif de la circulation.

## Rouble transférable
Le rouble transférable (russe : переводной рубль) fut une unité monétaire scripturale basée sur le rouble soviétique et utilisée jusqu'en 1991 au sein du Comecon, pour le calcul de la valeur des échanges commerciaux et des montants de dette entre les pays-membres de cet organisme économique du bloc de l'Est. Après la dissolution du Comecon en 1991, des frictions sont apparues entre les États de l'ancien bloc, et surtout vis-à-vis de la Russie (héritière des actifs et des obligations de l'URSS) quant à la conversion des montants de dettes des États du Comecon depuis le rouble transférable dont le taux de change était considéré comme sensiblement surévalué.

## Les pièces de monnaie soviétiques

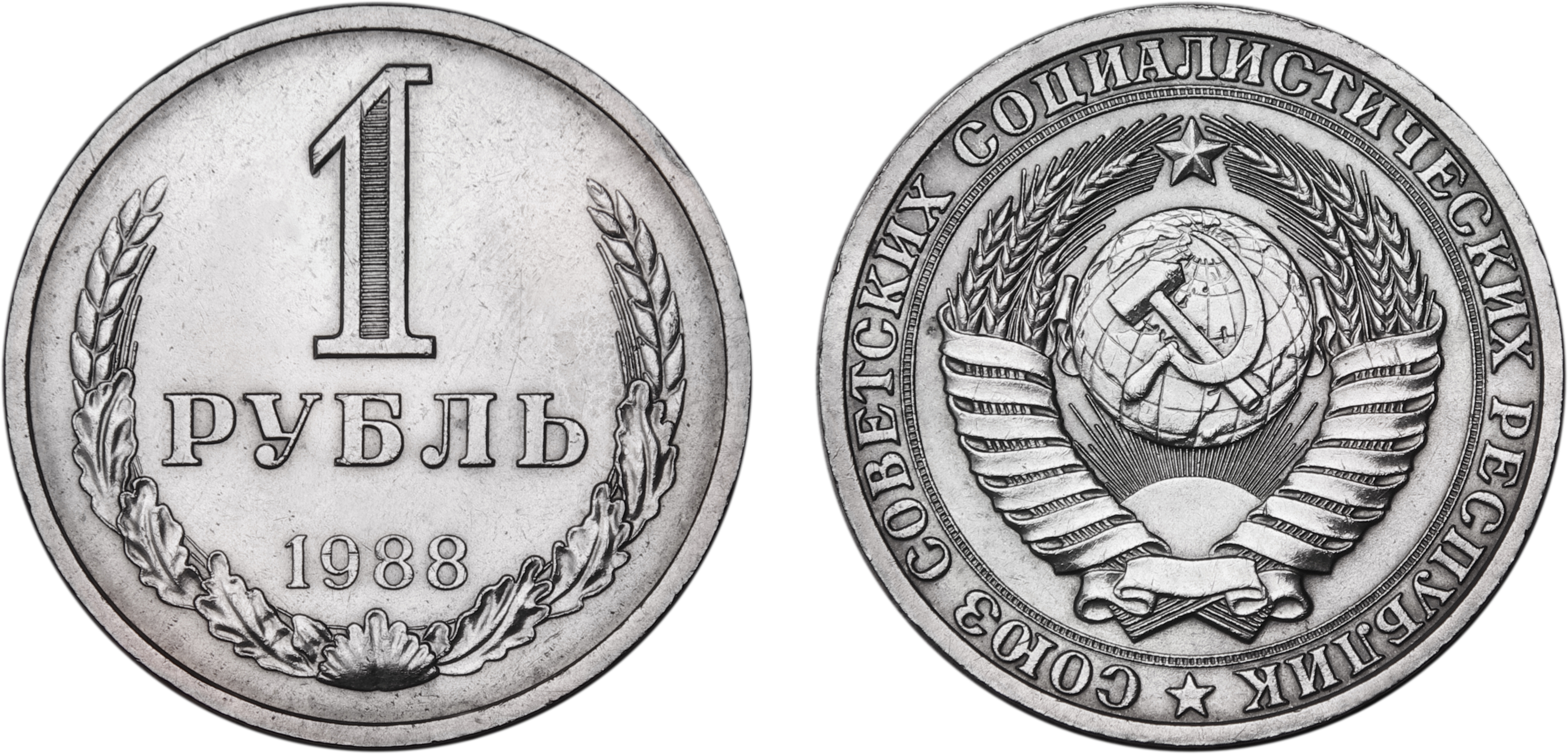
Pièce de 1 rouble frappée en 1988.

## Les billets de banque soviétiques

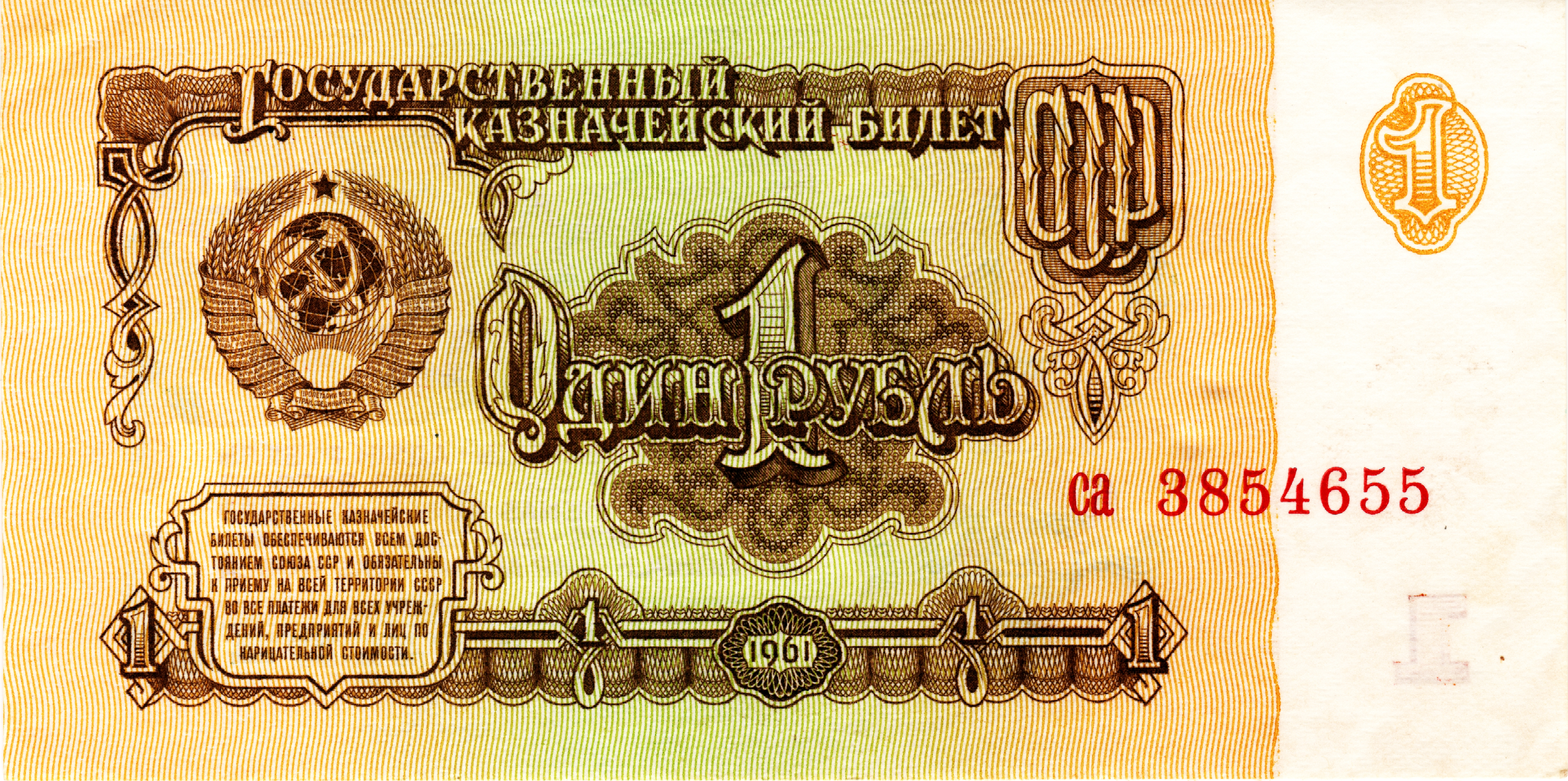
Billet de 1 rouble soviétique (type 1961, recto).